# 증거공통의 원칙
증거공통의 원칙(證據共通의 原則, Gemeinschaftlichkeit der Beweismittel)이란 공동소송인 중 일인이 제출한 증거는 다른 공동소송인과의 관계에서 그의 원용이 없어도 공통된 사실인정의 자료로 할 수 있음을 말한다. 이는 현재 학설, 판례에 의해 인정되고 있다.

## 같이 보기
- 자유심증주의
- 변론주의
- 주장공통의 원칙